# Солнечный (Сусанинский район)
Солнечный — посёлок в Сусанинском районе Костромской области России. Входит в состав Ченцовского сельского поселения.

## География
Посёлок расположен в западной части Костромской области, в подзоне южной тайги, на левом берегу реки Ахмонки, к западу от автодороги 34Н-3, на расстоянии приблизительно 4 километров (по прямой) к юго-востоку от посёлка городского типа Сусанино, административного центра района.

### Климат
Климат характеризуется как умеренно континентальный, с продолжительной холодной зимой и коротким сравнительно тёплым летом. Среднегодовая температура воздуха — 2,6 °C. Средняя температура воздуха самого холодного месяца (января) — −12 °C; самого тёплого месяца (июля) — 18 °C. Продолжительность периода активной вегетации растений (выше 10 °C) составляет примерно 127 дней. Годовое количество атмосферных осадков — 610 мм, из которых большая часть выпадает в тёплый период.

### Часовой пояс
Посёлок Солнечный, как и вся Костромская область, находится в часовой зоне МСК (московское время). Смещение применяемого времени относительно UTC составляет +3:00.

## Население
| 2008 | 2010 | 2014 |
| ---- | ---- | ---- |
| 56   | ↘25  | ↗56  |

### Национальный состав
Согласно результатам переписи 2002 года, в национальной структуре населения русские составляли 92 % из 54 чел.